# Финни, Росс Ли
Росс Ли Финни (англ. Ross Lee Finney; также Росс Ли Финни младший; 23 декабря 1906 — 4 февраля 1997)
— американский композитор и музыкальный педагог, родившийся в Уэллсе, штат Миннесота, который много лет преподавал в Мичиганском университете. Сын социолога Росса Ли Финни (1875—1934).
Учился в Европе у Нади Буланже, затем у Альбана Берга, в США у Эдуарда Бёрлингейма Хилла и Роджера Сешенса. С 1927 г. преподавал.
В 1928 году он провел год в Гарвардском университете, а затем присоединился к преподавательскому составу Смит-колледжа, где основал архив Смит-колледжа и дирижировал Нортгемптонским камерным оркестром.
Во время Второй мировой войны Финни служил в Управлении стратегических служб, получил медаль Пурпурное сердце и Почетную грамоту.
В 1947—1974 гг. профессор Мичиганского университета; среди учеников Финни, в частности, Джордж Крам и Уильям Допман. Финни написал четыре симфонии, ряд концертов, в том числе для саксофона с оркестром (1974) и для ударных с оркестром (1965), восемь струнных квартетов (из которых четыре последних — для Квартета имени Стэнли), шесть фортепианных, три скрипичные и две виолончельные сонаты, вокальные циклы на слова Джеймса Джойса (цикл «Камерная музыка») и Бенджамина Франклина и др.